# سينما نايري

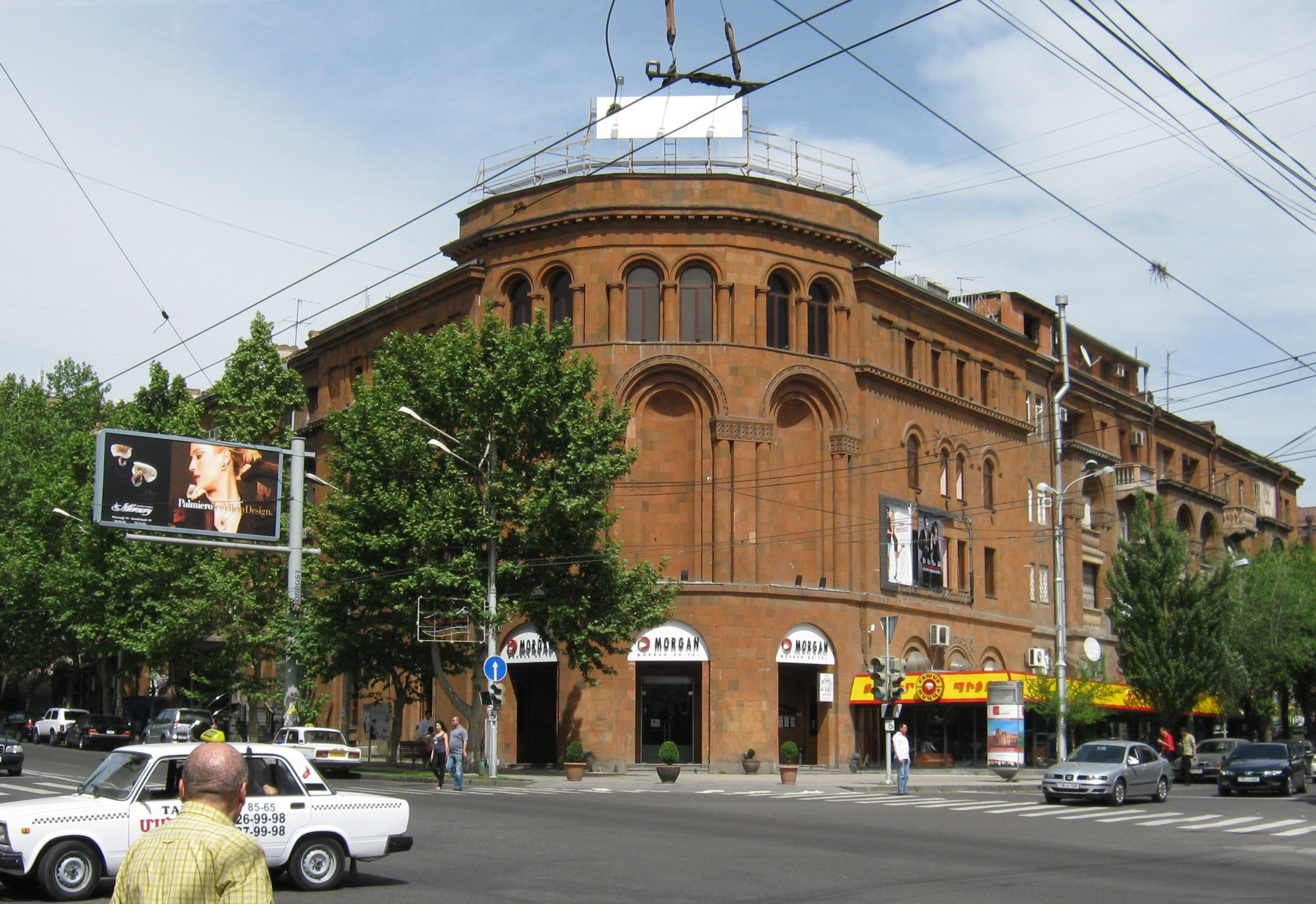

سينما نايري(الأرمينية: Նաիրի կինոթատրոն) هي ثاني أكبر قاعة سينما في العاصمة الأرمينية يريفان، وتقع على تقاطع جادة ماشتوت مع شارع إساهاكسيان في منطقة كينترون المركزية.
تم افتتاحه في عام 1920، وهو أقدم مسرح للسينما في يريفان. يقع المبنى الأصلي في شارع أميريان حتى عام 1950 عندما تم نقله إلى المبنى الحالي في حي ماشدوتس. تم عرض أول فيلم سينمائي من إنتاج الاتحاد السوفييتي- الأرمني في السينما عام 1926.
تم بناء المبنى الحالي للسينما بين عامي 1952 و1954 ويتكون من قاعتين. تم تصميمه من قبل المهندس المعماري ألكسندر تامانيان.